# Sonnenblumen (Gattung)
Die Sonnenblumen (Helianthus) bilden eine Pflanzengattung in der Unterfamilie der Asteroideae innerhalb der Familie der Korbblütler (Asteraceae). Alle etwa 67 Arten sind in Nordamerika verbreitet.
In Mitteleuropa sind zwei Arten als Kulturpflanzen von Bedeutung: die eigentliche Sonnenblume (Helianthus annuus) und Topinambur (Helianthus tuberosus).

## Beschreibung

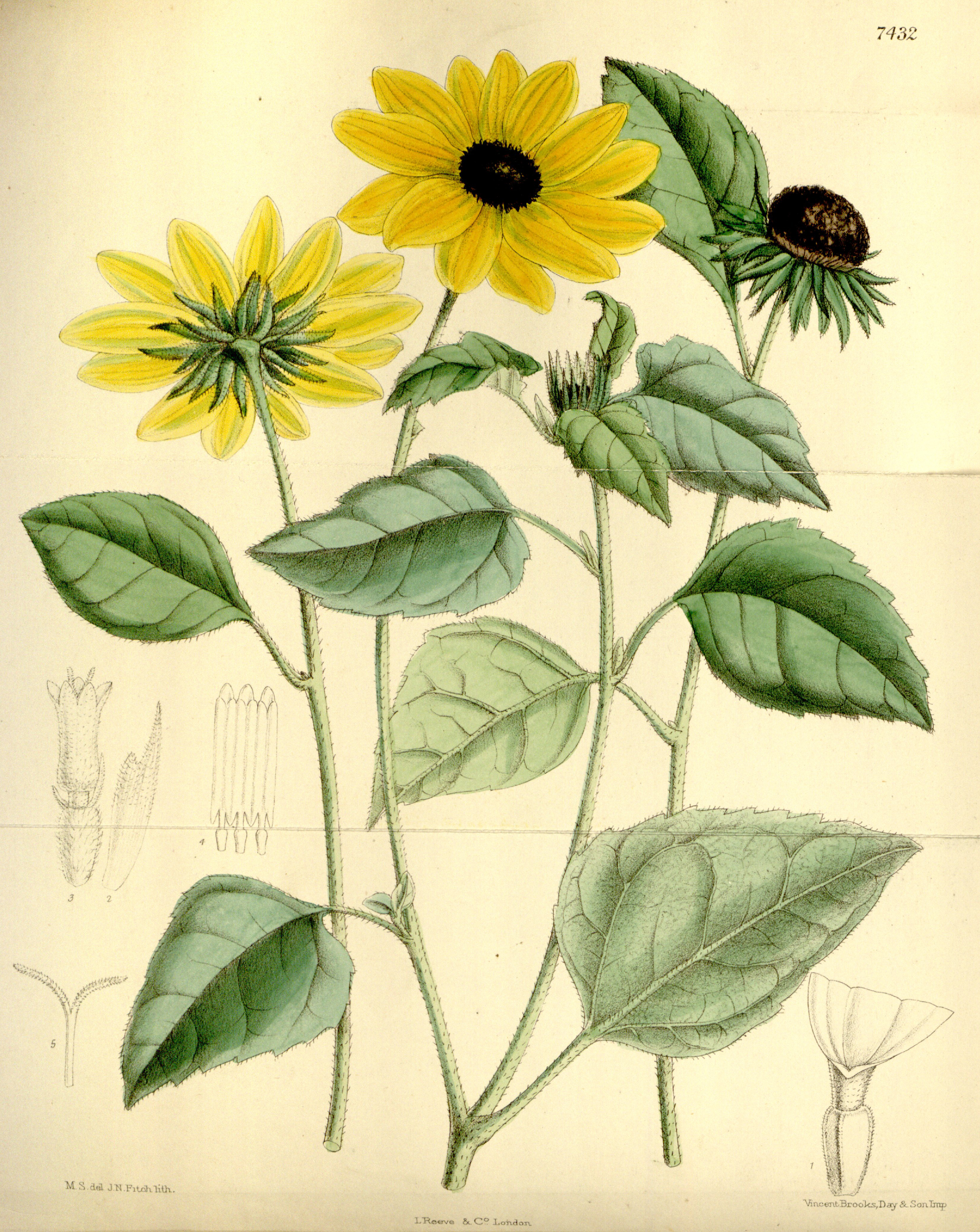
Illustration von Helianthus debilis

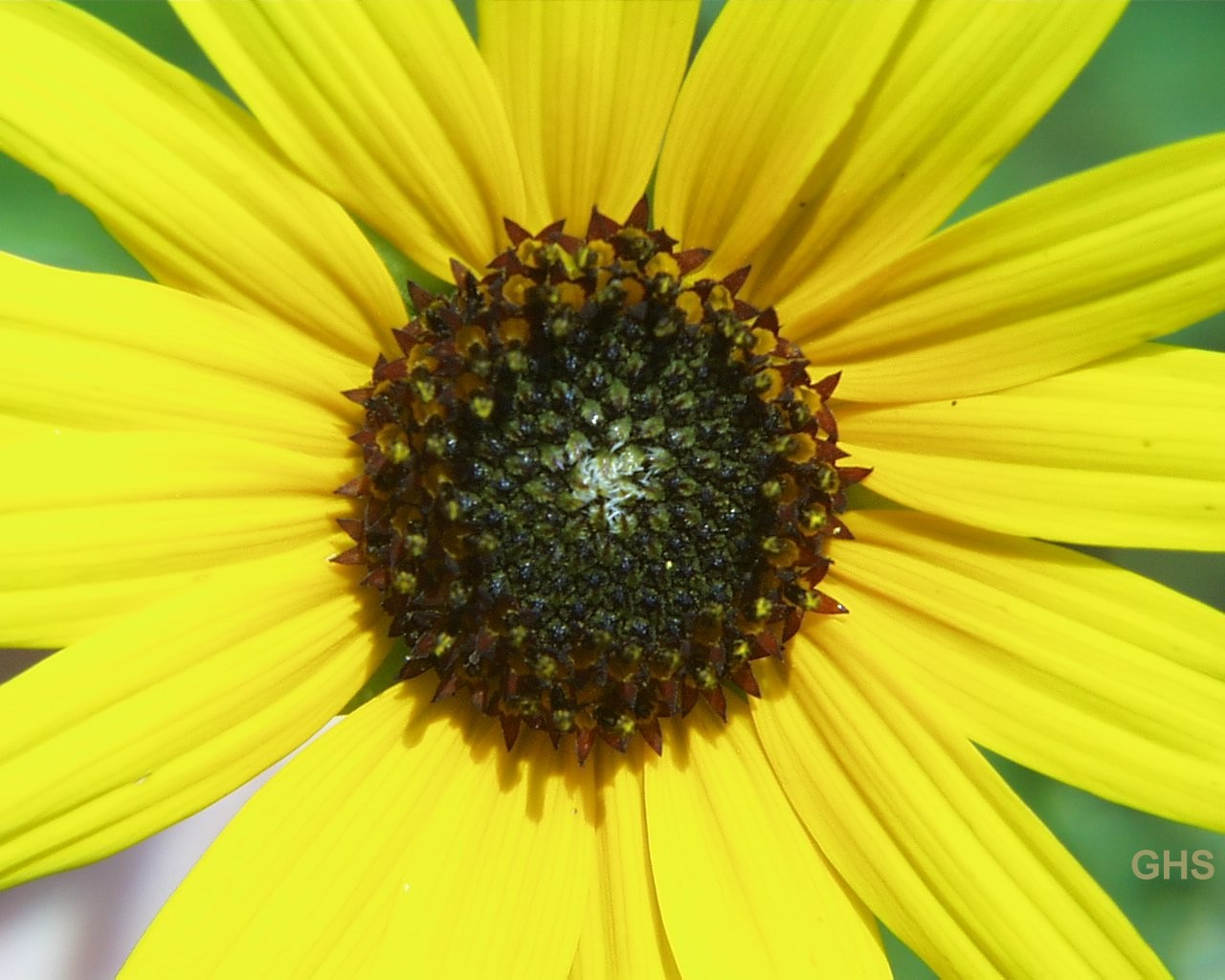
Detail von Helianthus petiolaris

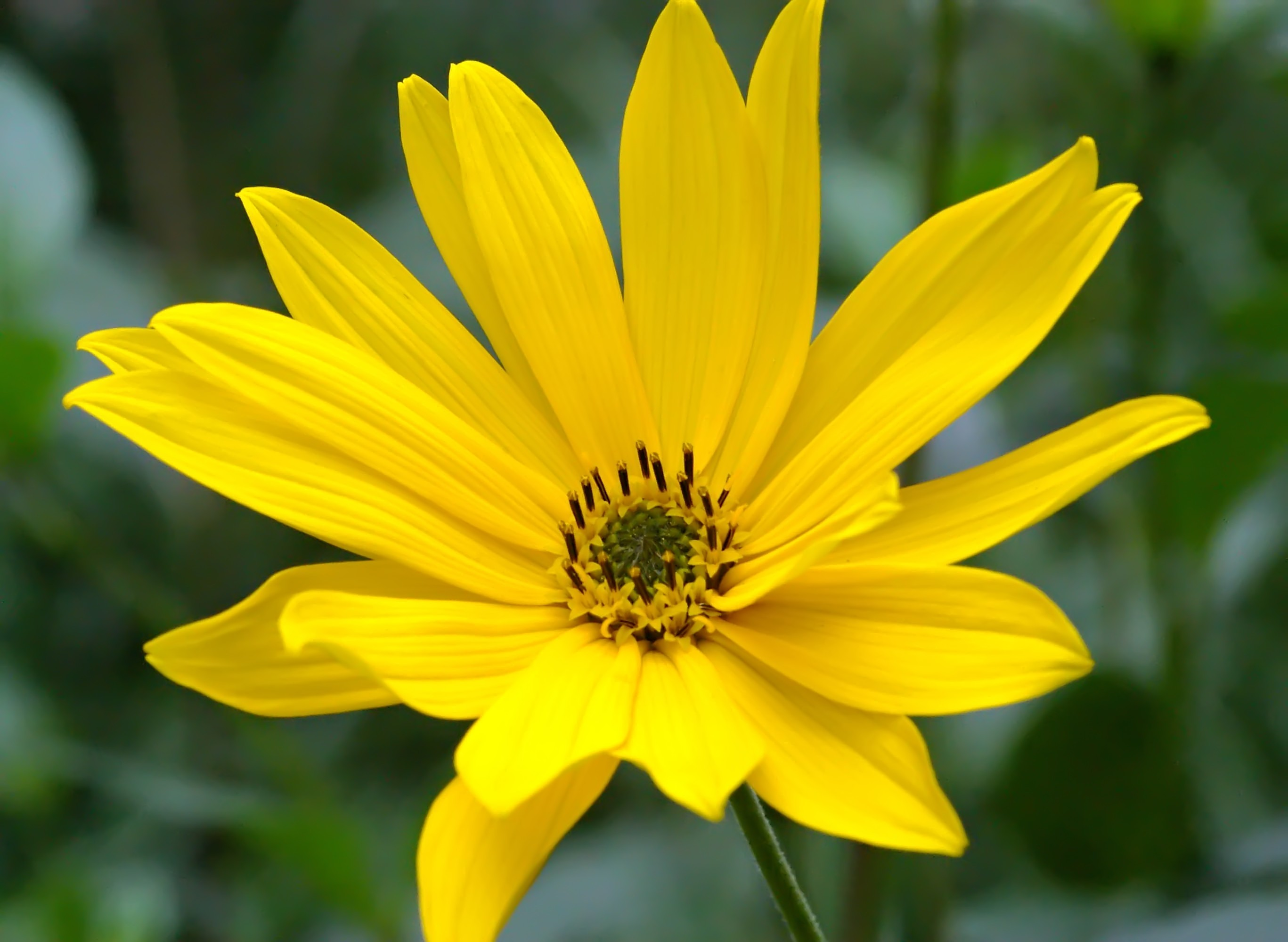
Blütenkorb von Topinambur (Helianthus tuberosus)

### Vegetative Merkmale
Die Helianthus-Arten sind einjährige oder ausdauernde krautige Pflanzen und erreichen Wuchshöhen von meist 20 bis 300 (5 bis 500) Zentimetern. Wenige Arten bilden Rhizomknollen als Überdauerungsorgane. Der selbstständig aufrechten oder aufsteigend bis niederliegend oder aufliegend Stängel sind oft im oberen verzweigt.
Die nur basal oder am ganzen Stängel verteilt, gegenständig und/oder wechselständig angeordneten Laubblätter sind gestielt oder sitzend. Die einfache Blattspreite ist meist dreinervig, nur bei Helianthus eggertii, Helianthus smithii und Helianthus maximilliani auch einnervig. Meist ist die Blattspreite im Umriss dreieckig, lanzettlich-linealisch, lanzettlich-eiförmig, linealisch oder eiförmig geformt. Die Spreitenbasis ist herzförmig oder schmal-keilförmig. Der Blattrand ist meist ganzrandig oder gezähnt, selten gelappt. Die Blattflächen können unbehaart oder behaart sein; sie sind oft drüsig punktiert.

### Blütenstände und Blüten
Die Blütenkörbe stehen einzeln oder in mehr oder weniger doldentraubigen, doldenrispigen oder ährigen Gruppen zusammen. Im körbchenförmigen Blütenstand gibt es sowohl Röhren- als auch Zungenblüten. Der Hüllkelch (= Involukrum) (Kelch ist hier irreführend, denn es handelt sich nicht um einen Teil der Blüte, also nicht Blütenkelch, sondern einen Teil des Blütenstandes) ist mehr oder weniger halbkugelförmig, manchmal glockenförmig oder zylindrisch. Er hat einen Durchmesser von 5 bis 40 Millimetern oder mehr, bei Sorten können auch mehr als 200 Millimeter erreicht werden. Die je Involukrum 11 bis 40 (oder mehr als 100 bei Züchtungen) haltbaren Hüllblätter sind in zwei, drei oder mehr Reihen angeordnet. Die Hüllblätter ähneln einander oder sind ungleich gestaltet. Der Blütenkorbboden ist flach bis leicht konvex, nur bei Helianthus porteri ist er konisch. Er ist mit Spreublättern besetzt, die mehr oder weniger der Länge nach gefaltet sind, rechteckig-länglich sind und drei Zähne besitzen oder sind gelegentlich ganzrandig sind; manchmal sind ihre Spitzen rötlich oder violett gefärbt.
Die Blütenkörbe enthalten außen eine Reihe mit 5 bis 30 oder mehr (oder bei Züchtungen auch über 100) Zungenblüten (= Strahlenblüten), selten fehlen sie auch. Die zygomorphen Zungenblüten sind steril und ihre röhrig verwachsenen Kronblätter sind meist gelb. Die Anzahl der Röhrenblüten (= Scheibenblüten) liegt zwischen (15) 30 und mehr als 150, bei Züchtungen auch über 1000. Sie radiärsymmetrischen Röhrenblüten sind zwittrig, fruchtbar und ihre Kronblätter sind gelb oder zumindest an der Spitze rötlich gefärbt. Die Kronröhre ist jeweils kürzer als der glockenförmige Kronschlund und endet in fünf dreieckige Kronlappen. Die Verzweigungen des Griffels sind schlank, die Anhänge sind mehr oder weniger zugespitzt.

### Fruchtstände und Früchte
Die Achänen sind meist violett-schwarz, manchmal gefleckt, mehr oder weniger verkehrt-pyramidenförmig und mehr oder weniger abgeflacht. In Helianthus porteri ist kein Pappus vorhanden, bei anderen Arten fallen die Pappi leicht ab. Meist bestehen sie aus 2 oder 3 lanzettlichen, grannigen oder unregelmäßig gezackten Borsten, die eine Länge von 1 bis 5 Millimetern haben. Zusätzlich findet man auch bis zu acht kürzere Schuppen mit einer Länge von 0,2 bis 2 Millimetern.

### Chromosomensätze
Die Chromosomengrundzahl beträgt x = 17.

## Systematik

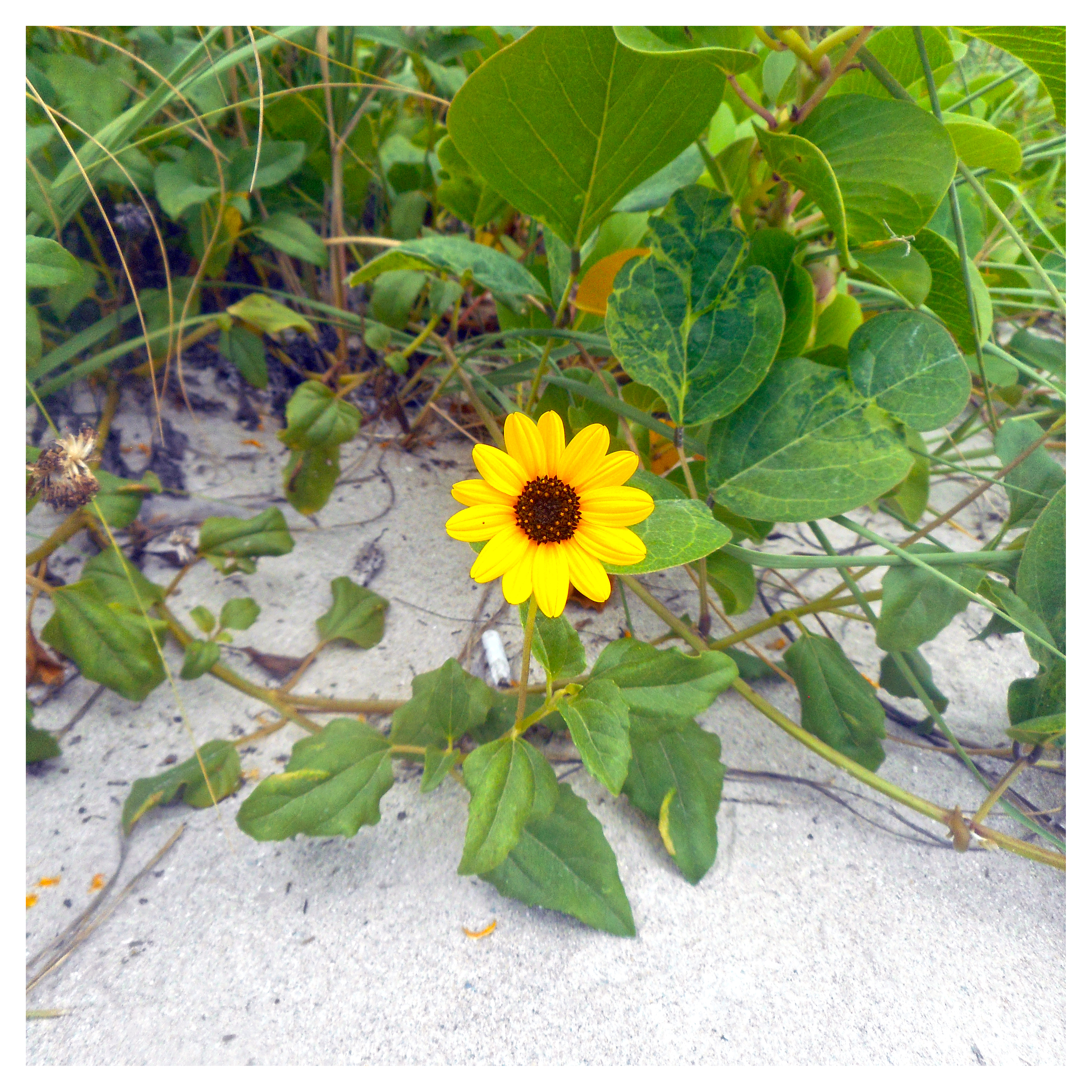
Helianthus debilis

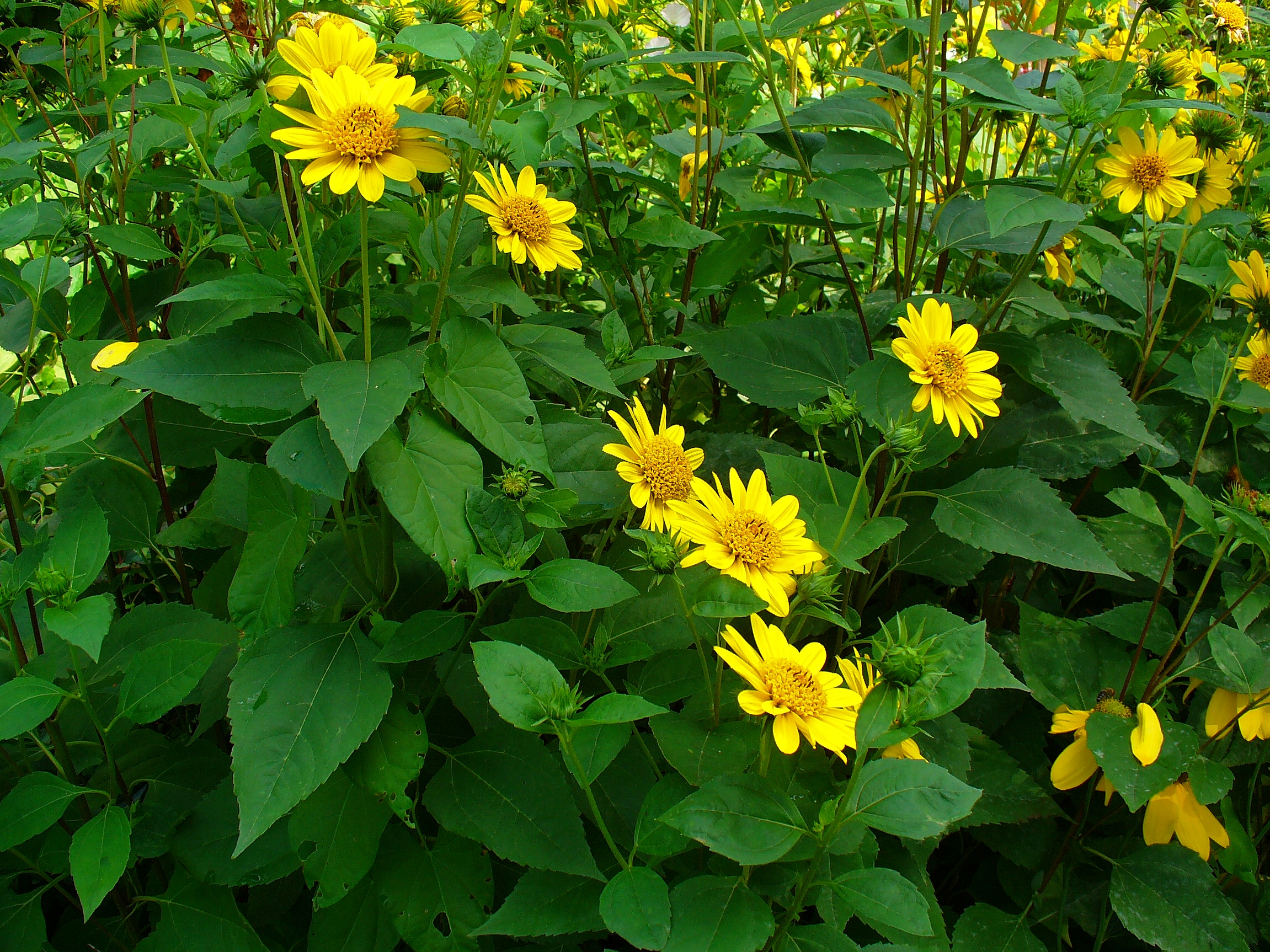
Helianthus decapetalus

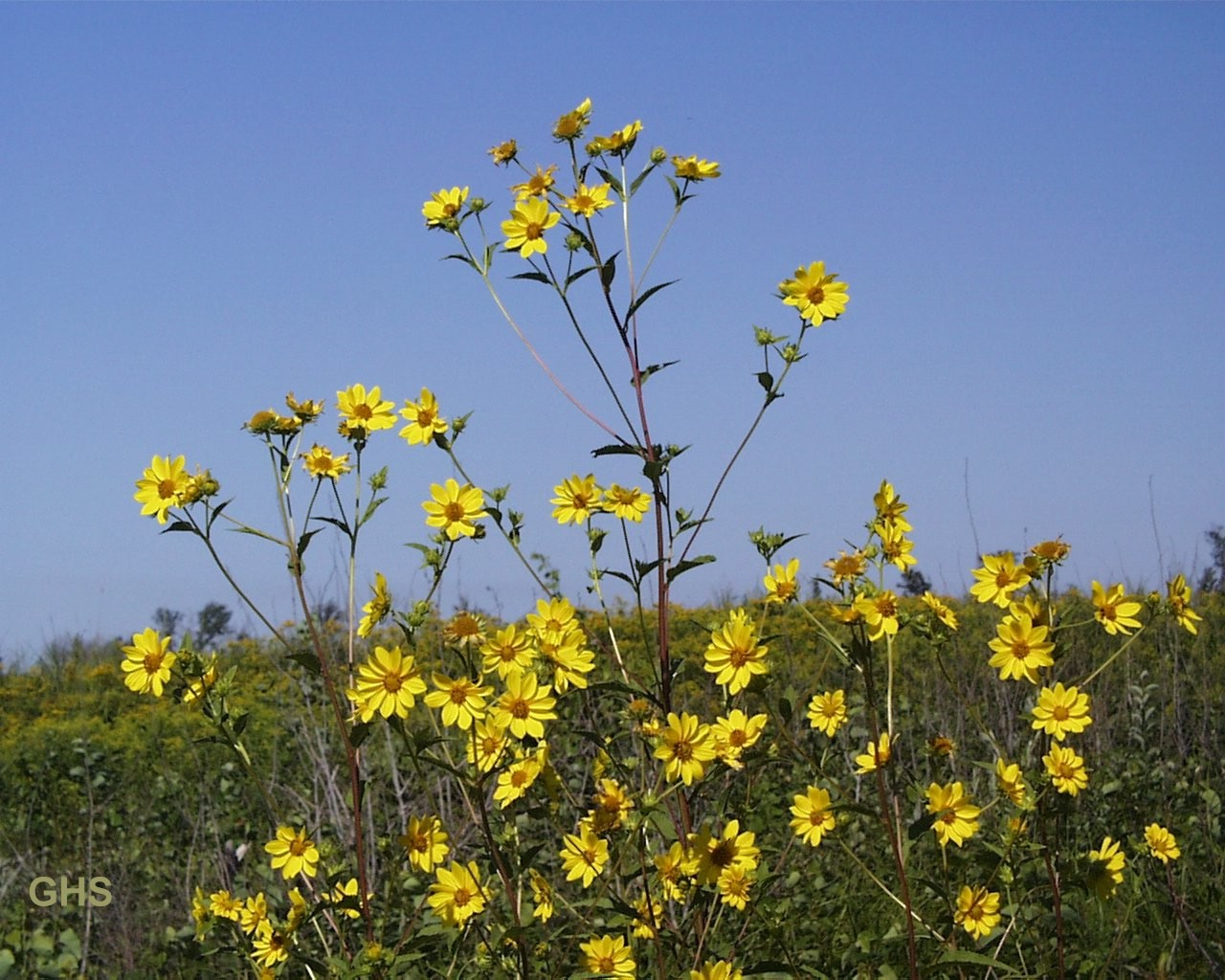
Beispiel einer Art mit verzweigtem Blütenstand: Helianthus giganteus

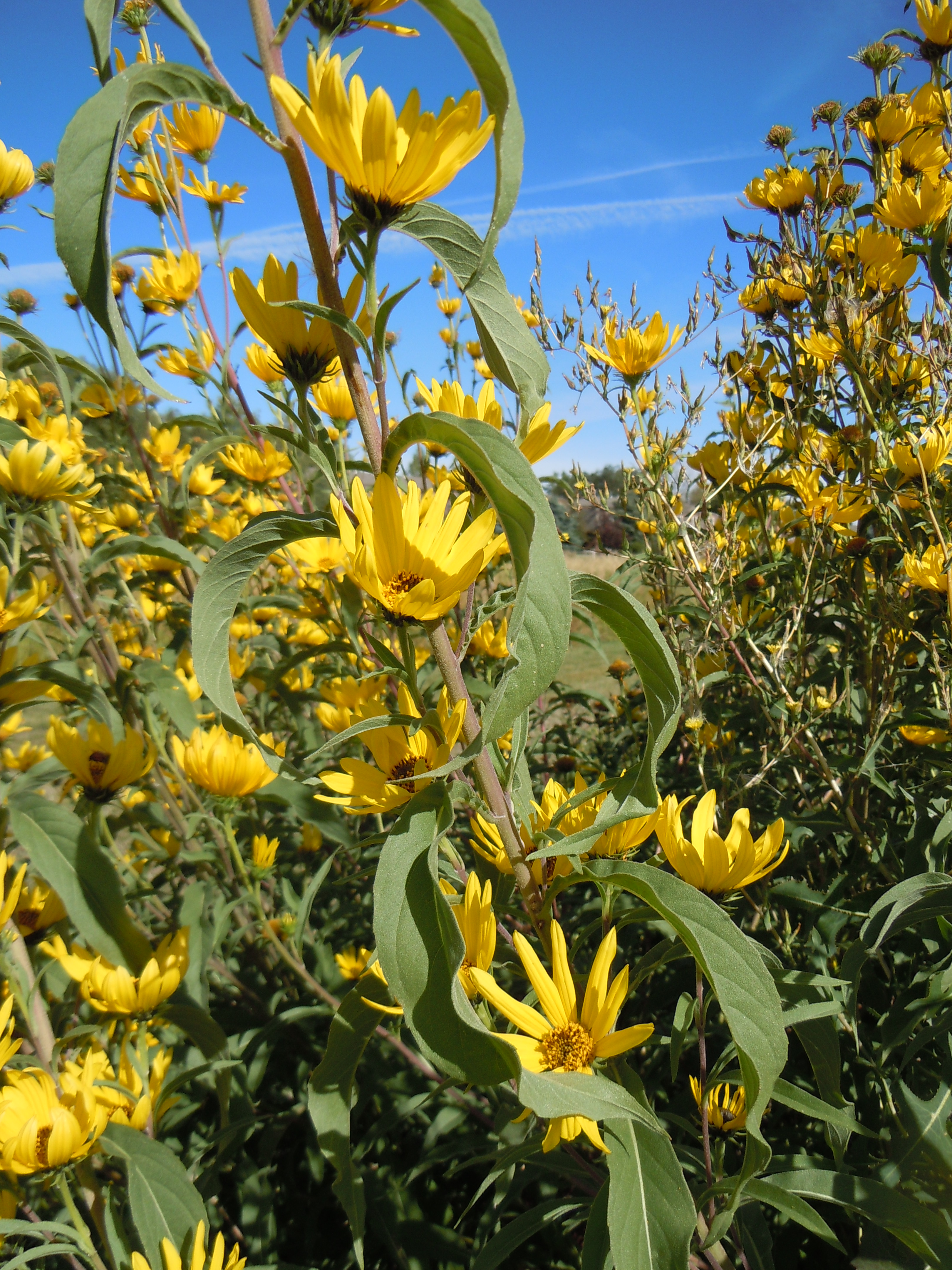
Helianthus maximiliani

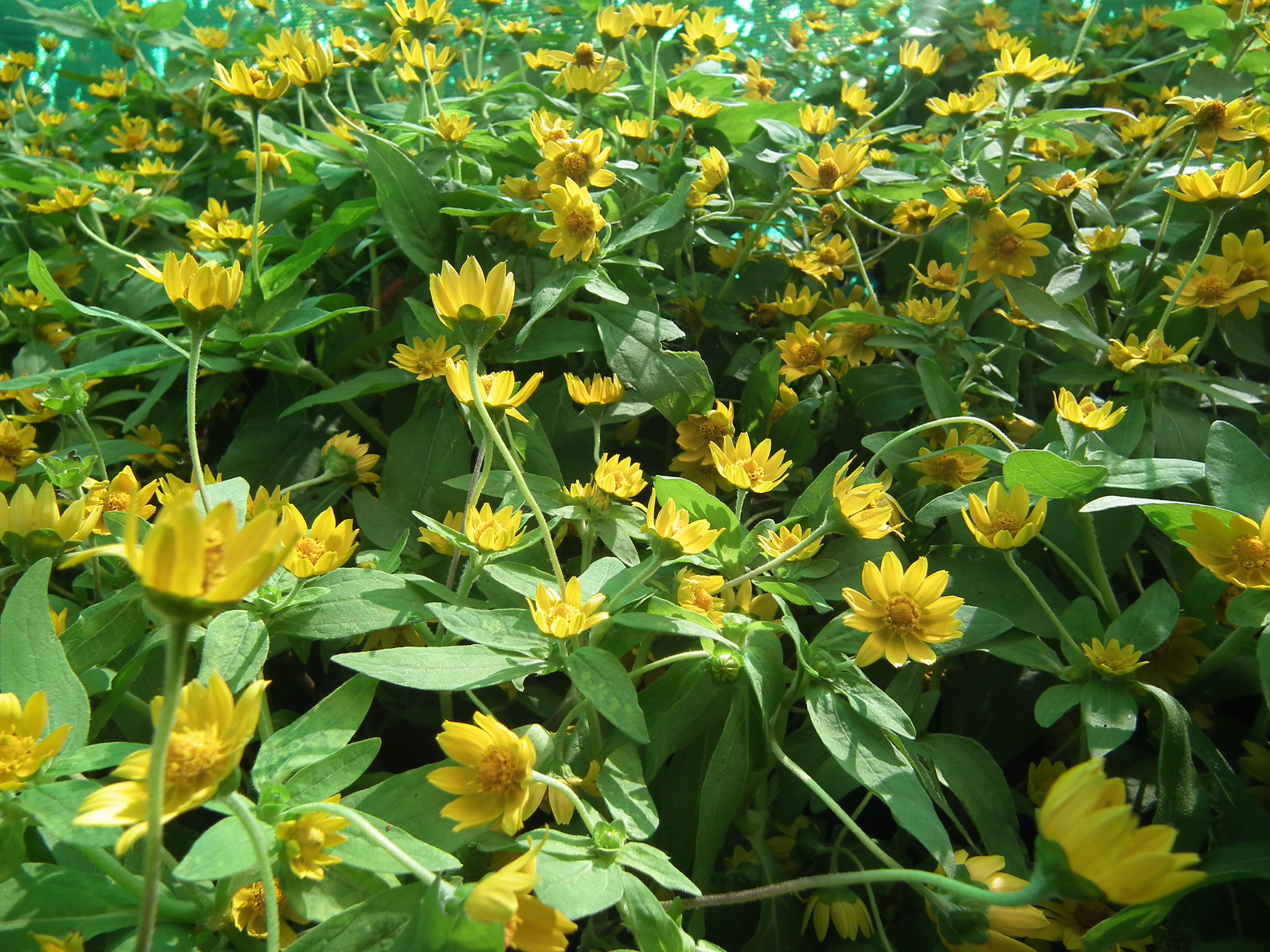
Helianthus microcephalus

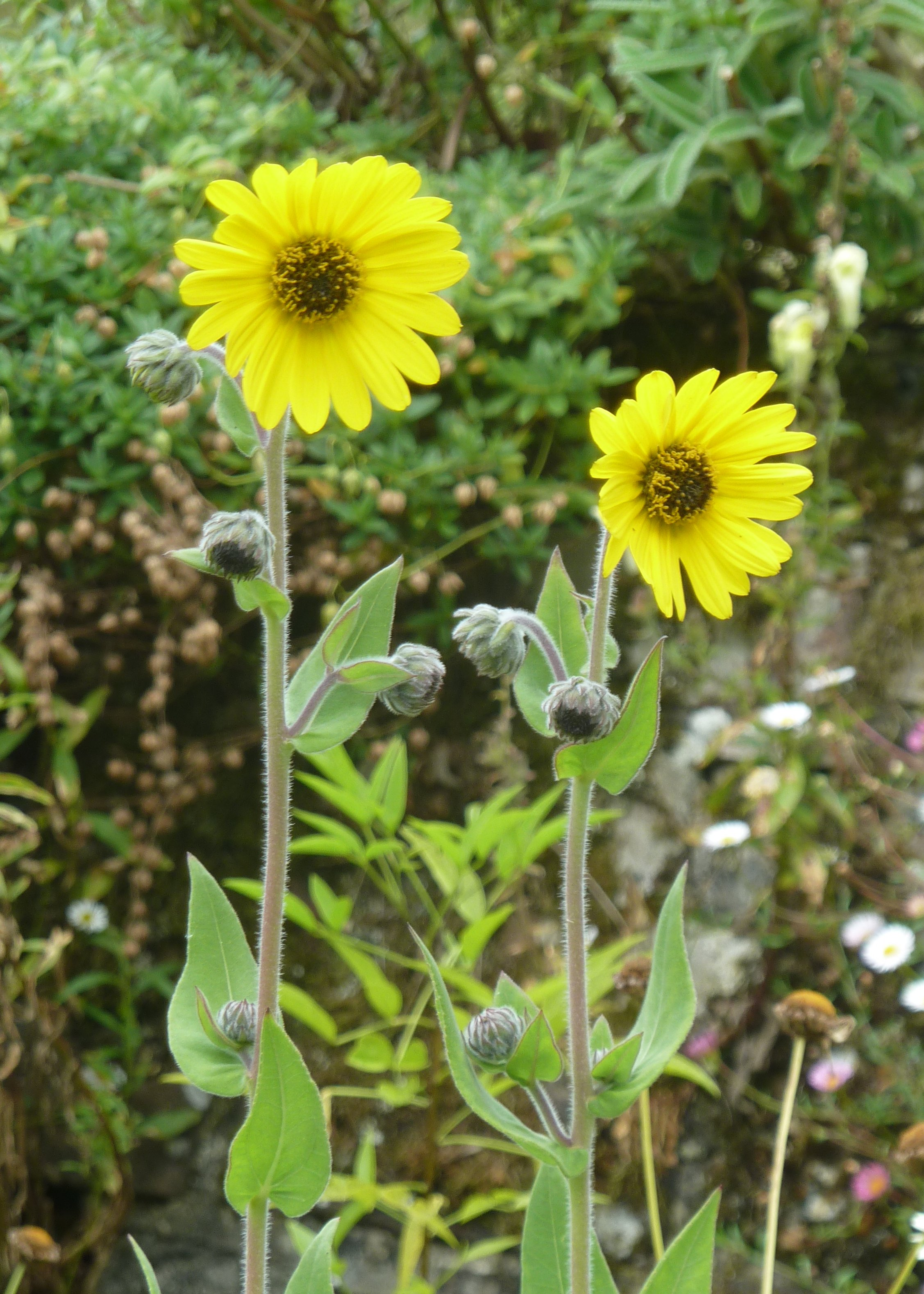
Helianthus mollis

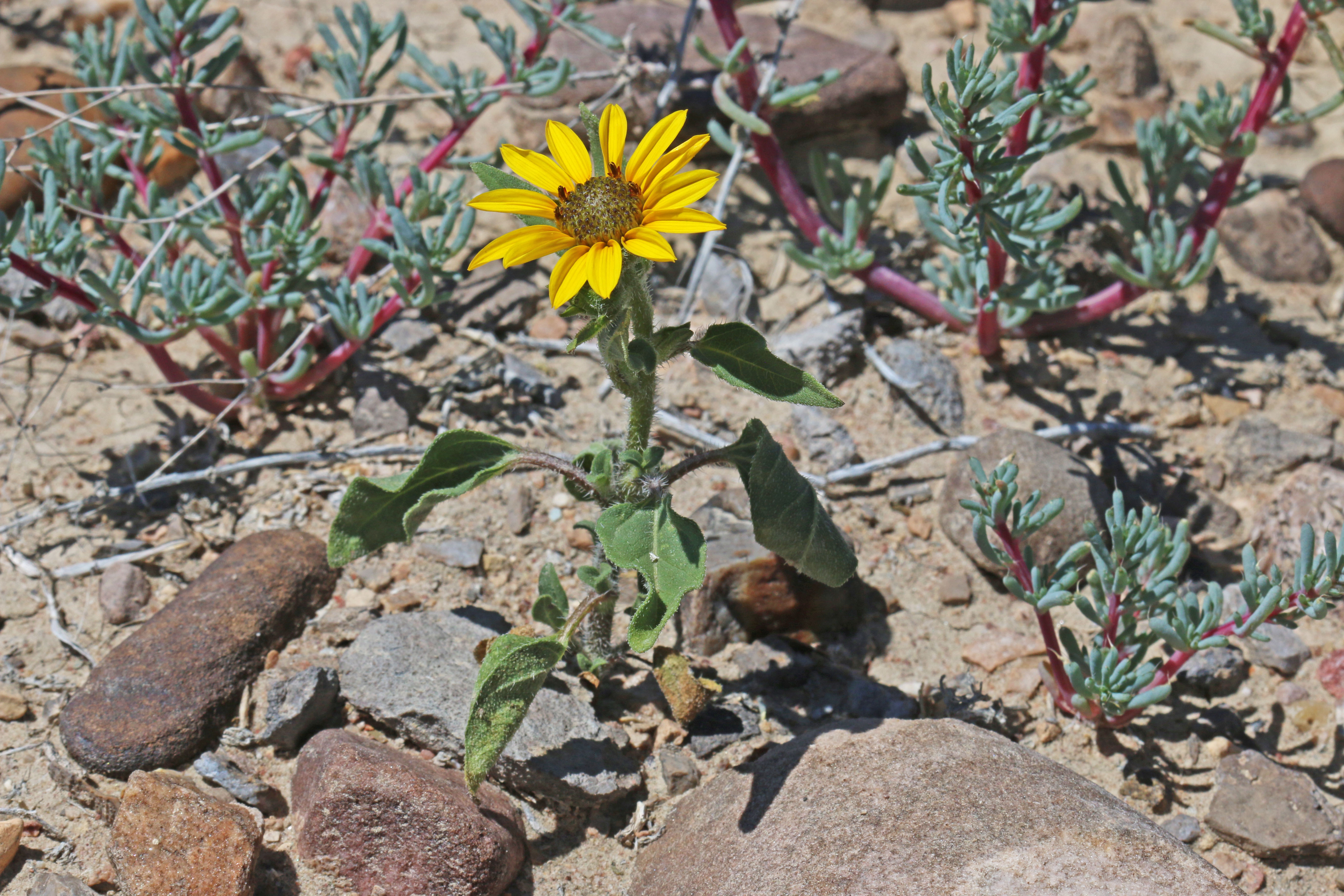
Helianthus petiolaris

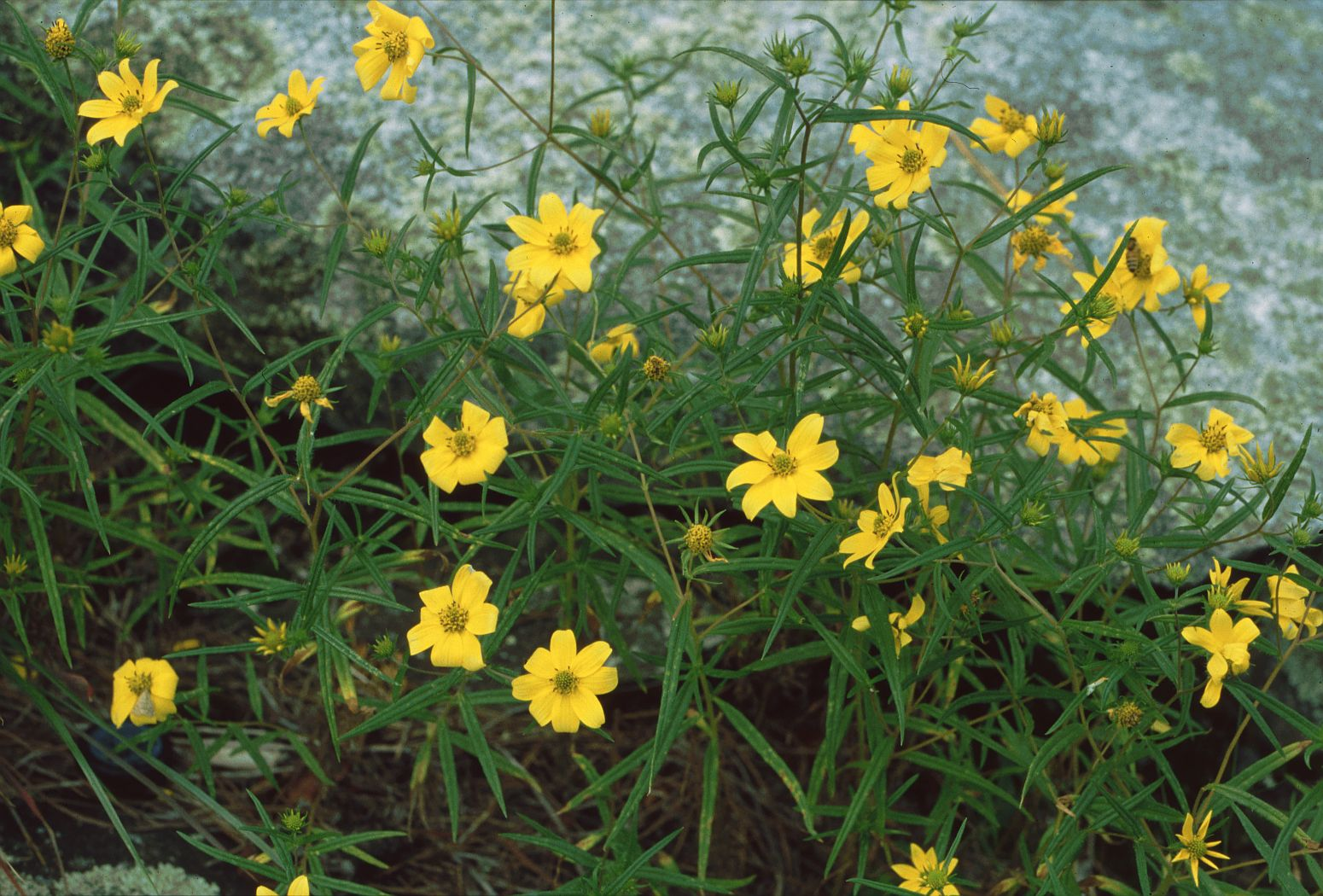
Helianthus porteri

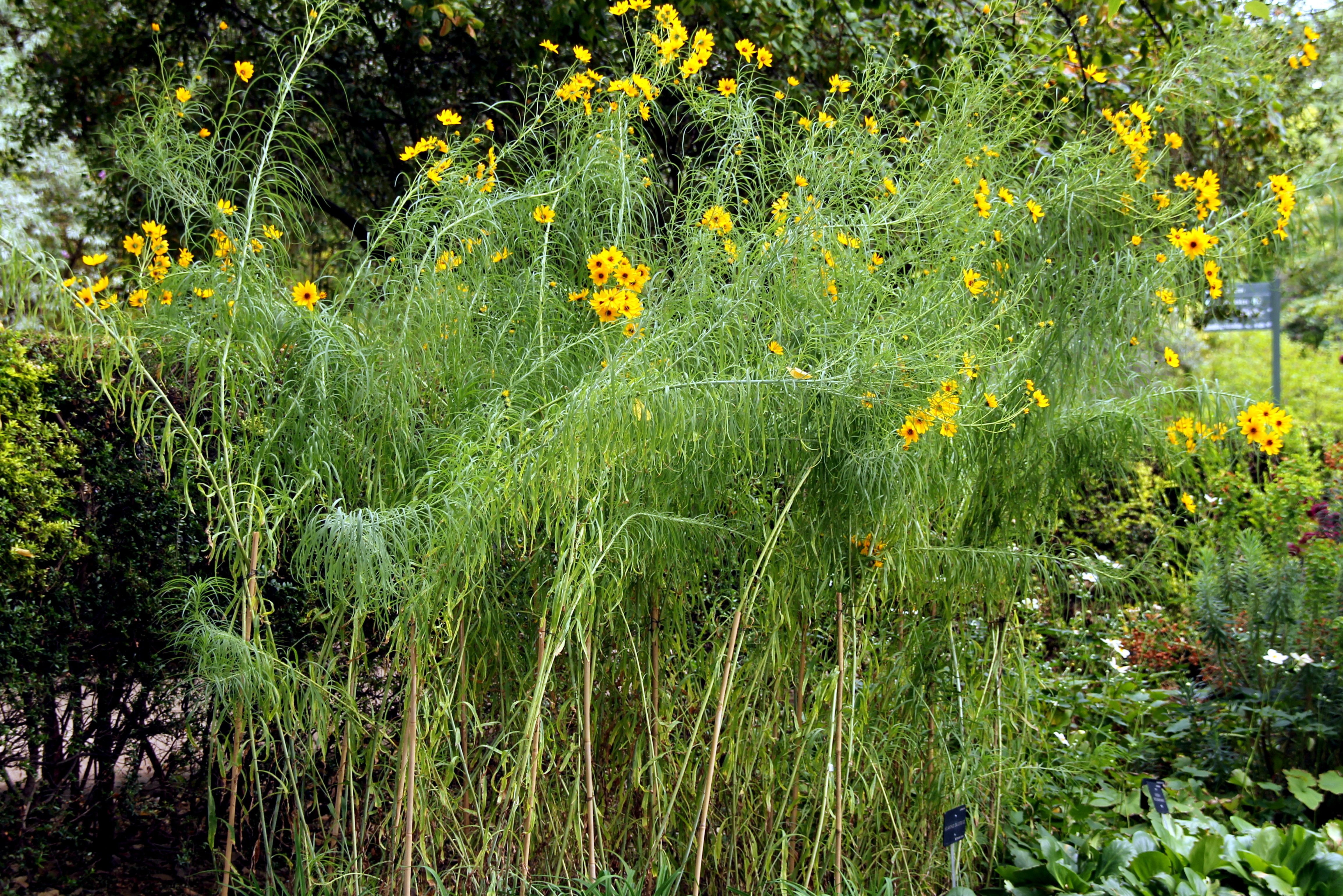
Weidenblättrige Sonnenblume (Helianthus salicifolius)

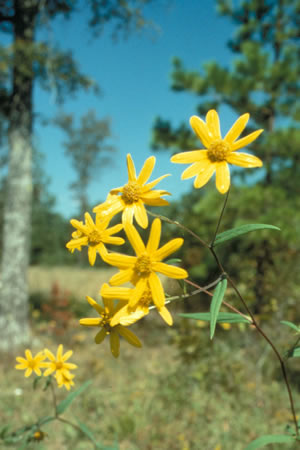
Helianthus schweinitzii

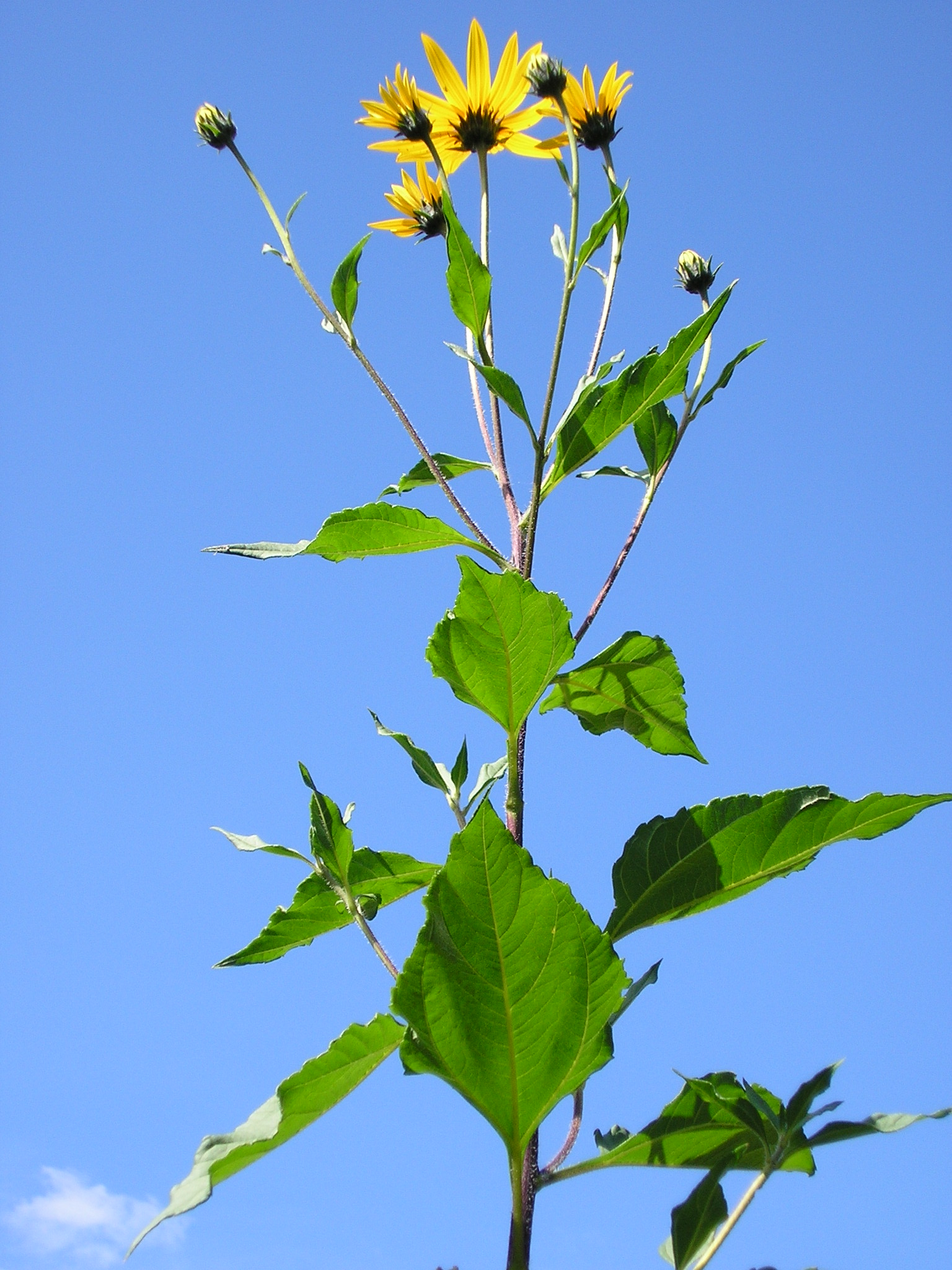
Oberer Teil von Topinambur (Helianthus tuberosus)

In der Gattung Sonnenblumen (Helianthus) gibt es (52 bis) etwa 67 Arten. Hier die Arten nach Edward E. Schilling in der Flora of North America:
- Helianthus agrestis Pollard: Sie kommt in den US-Bundesstaaten Florida und Georgia vor.[1]
- Helianthus angustifolius L.: Sie ist in den Vereinigten Staaten weitverbreitet.[1]
- Sonnenblume (Helianthus annuus L.): Sie ist von Kanada über die Vereinigten Staaten bis Mexiko weitverbreitet. Sie wird in vielen Sorten kultiviert. Sie ist in vielen Gebieten der Welt ein Neophyt.[1]
- Helianthus argophyllus Torr. & A.Gray: Sie kommt in den US-Bundesstaaten Texas, Florida und North Carolina vor.[1]
- Helianthus arizonensis R.C.Jacks.: Sie kommt in den US-Bundesstaaten Arizona und New Mexico vor.[1]
- Helianthus atrorubens L.: Sie ist in den östlichen und südöstlichen Vereinigten Staaten weitverbreitet.[1]
- Helianthus bolanderi A.Gray: Sie kommt in den US-Bundesstaaten Oregon und in Kalifornien vor.[1]
- Helianthus californicus DC.: Sie kommt vom US-Bundesstaat Kalifornien bis in den mexikanischen Bundesstaat Baja California vor.[1]
- Helianthus carnosus Small: Dieser Endemit kommt nur in Florida vor.[1]
- Helianthus ciliaris DC.: Sie ist in den Vereinigten Staaten und in Mexiko weitverbreitet.[1]
- Helianthus cusickii A.Gray: Sie kommt in den US-Bundesstaaten Oregon, Washington, Idaho, Nevada und Kalifornien vor.[1]
- Helianthus debilis Nutt.: Es gibt etwa fünf Unterarten:[1]
  - Helianthus debilis subsp. cucumerifolius (Torrey & A.Gray) Heiser (Syn.: Helianthus cucumerifolius Torr. & A.Gray):[1] Sie kommt in den östlichen und südlichen Vereinigten Staaten vor.[1]
  - Helianthus debilis Nutt. subsp. debilis Heiser: Sie gedeiht in Höhenlagen von 0 bis 10 Metern nur in Florida.[1]
  - Helianthus debilis subsp. silvestris Heiser: Sie gedeiht in Höhenlagen von 10 bis 100, manchmal mehr Metern nur in Texas.[1]
  - Helianthus debilis subsp. tardiflorus Heiser: Sie gedeiht an Sandstränden in Höhenlagen von 0 bis 100, manchmal mehr Metern in den US-Bundesstaaten Alabama, Florida, Georgia sowie Mississippi.[1]
  - Helianthus debilis subsp. vestitus (E.Watson) Heiser: Sie gedeiht in Höhenlagen von 0 bis 10 Metern nur in Florida und ist gefährdet.[1]
- Helianthus decapetalus L.: Sie ist in Kanada und den Vereinigten Staaten weitverbreitet.[1]
- Helianthus deserticola Heiser: Sie gedeiht an trockenen, offenen Standorten in Höhenlagen von 400 bis 1500 Metern in den US-Bundesstaaten Arizona, Nevada sowie Utah.[1]
- Helianthus divaricatus L.: Sie ist in Kanada und den Vereinigten Staaten weitverbreitet.[1]
- Helianthus eggertii Small: Sie kommt in den US-Bundesstaaten Alabama, Kentucky und Tennessee vor.[1]
- Helianthus exilis A.Gray: Sie gedeiht in Höhenlagen von 100 bis 1400 Metern nur im US-Bundesstaat Kalifornien und ist gefährdet.[1]
- Helianthus floridanus A.Gray ex Chapman: Sie kommt in den US-Bundesstaaten Alabama, Florida, Georgia, Louisiana, South Carolina und North Carolina vor.[1]
- Helianthus giganteus L.: Sie ist in Kanada und den Vereinigten Staaten weitverbreitet.[1]
- Helianthus glaucophyllus D.M.Smith: Sie kommt in den US-Bundesstaaten in Tennessee, North Carolina und South Carolina vor.[1]
- Helianthus gracilentus A.Gray: Sie kommt in Kalifornien und im mexikanischen Baja California vor.[1]
- Helianthus grosseserratus M.Martens: Sie ist in Kanada und den Vereinigten Staaten weitverbreitet.[1]
- Helianthus heterophyllus Nutt.: Sie kommt in den südlichen und südöstlichen Vereinigten Staaten vor.[1]
- Helianthus hirsutus Raf.: Sie ist in den Vereinigten Staaten, in Ontario und in Mexiko weitverbreitet.[1]
- Helianthus laciniatus A.Gray: Sie kommt in den US-Bundesstaaten Texas, New Mexico und in Mexiko vor.[1]
- Helianthus laevigatus Torrey & A.Gray: Sie kommt in den US-Bundesstaaten South Carolina, North Carolina, Virginia und West Virginia vor.[1]
- Helianthus longifolius Pursh: Sie kommt in den US-Bundesstaaten Alabama, Georgia und in North Carolina vor.[1]
- Helianthus maximiliani Schrader: Sie ist in Kanada, in den Vereinigten Staaten und in Mexiko weitverbreitet.[1]
- Helianthus microcephalus Torrey & A.Gray: Sie kommt in den Vereinigten Staaten vor.[1]
- Helianthus mollis Lam.: Sie kommt im kanadischen Ontario und in den Vereinigten Staaten vor.[1]
- Helianthus neglectus Heiser: Sie kommt in den US-Bundesstaaten Texas und New Mexico vor.[1]
- Helianthus niveus (Benth.) Brandegee: Es gibt zwei Unterarten:[1]
  - Helianthus niveus (Benth.) Brandegee subsp. niveus: Sie kommt in den südwestlichen Vereinigten Staaten und in Mexiko vor.
  - Helianthus niveus subsp. tephrodes (A.Gray) Heiser: Sie gedeiht in Höhenlagen von 50 bis 300 Metern in den US-Bundesstaaten Arizona sowie Kalifornien und im mexikanischen Bundesstaat Sonora.[1]
- Helianthus nuttallii Torrey & A.Gray: Sie ist in drei Unterarten in Kanada und in den Vereinigten Staaten weitverbreitet.[1]
  - Helianthus nuttallii Torrey & A.Gray subsp. nuttallii (Syn.: Helianthus nuttallii subsp. canadensis R.W.Long)[1]
  - Helianthus nuttallii subsp. parishii (A.Gray) Heiser: Sie ist gefährdet und kommt nur in Kalifornien vor.[1]
  - Helianthus nuttallii subsp. rydbergii (Britton) R.W.Long[1]
- Helianthus occidentalis Riddell: Es gibt zwei Unterarten:[1]
  - Helianthus occidentalis Riddell subsp. occidentalis: Sie ist in den Vereinigten Staaten verbreitet.[1]
  - Helianthus occidentalis subsp. plantagineus (Torrey & A.Gray) Heiser: Sie gedeiht an trockenen, offenen Standorten in Höhenlagen von 10 bis 100, manchmal mehr Metern in den US-Bundesstaaten Arkansas sowie Texas.[1]
- Helianthus paradoxus Heiser: Sie kommt in den US-Bundesstaaten Texas und New Mexico vor.[1]
- Helianthus pauciflorus Nutt.: Sie kommt in zwei Unterarten in Kanada und in den Vereinigten Staaten vor:[1]
  - Helianthus pauciflorus Nutt. subsp. subrhomboideus[1]
  - Helianthus pauciflorus subsp. subrhomboideus (Rydberg) O.Spring & E.E.Schilling (Syn.: Helianthus subrhomboideus Rydberg, Helianthus laetiflorus var. subrhomboideus (Rydberg) Fernald, Helianthus pauciflorus var. subrhomboideus (Rydberg) Cronquist, Helianthus rigidus subsp. subrhomboideus (Rydberg) Heiser, Helianthus rigidus var. subrhomboideus (Rydberg) Cronquist): Diese Neukombination erfolgte 1990.[1]
- Helianthus petiolaris Nutt.: Sie kommt in zwei Unterarten in Kanada und in den Vereinigten Staaten vor.[1]
  - Helianthus petiolaris subsp. fallax Heiser
  - Helianthus petiolaris Nutt. subsp. petiolaris
- Helianthus porteri (A.Gray) Pruski: Sie kommt in den US-Bundesstaaten Alabama, Georgia, North Carolina und South Carolina vor.[1]
- Helianthus praecox Engelmann & A.Gray: Die drei Unterarten kommen nur in Texas vor:[1]
  - Helianthus praecox subsp. hirtus (Heiser) Heiser: Dieser Endemit ist nur von einem Fundort in der Nähe von Carrizo Springs bekannt.[1]
  - Helianthus praecox Engelmann & A.Gray subsp. praecox[1]
  - Helianthus praecox subsp. runyonii (Heiser) Heiser[1]
- Helianthus praetermissus E.Watson: Sie ist nur von einem Exemplar bekannt, das 1851 im Cibola County im westlichen New Mexico gesammelt wurde. Sie wurde seither nicht mehr gefunden und gilt daher als ausgestorben.[2]
- Helianthus pumilus Nutt.: Sie kommt in den US-Bundesstaaten Colorado und Wyoming vor.[1]
- Helianthus radula (Pursh) Torrey & A.Gray: Sie kommt in den US-Bundesstaaten Alabama, Florida, Georgia, Louisiana, Mississippi und South Carolina vor.[1]
- Helianthus resinosus Small: Sie kommt in den US-Bundesstaaten Alabama, Georgia, Florida, Mississippi, in North Carolina und South Carolina vor.[1]
- Weidenblättrige Sonnenblume (Helianthus salicifolius A.Dietrich): Sie gedeiht in Höhenlagen von 10 bis 300 Metern in den US-Bundesstaaten Kansas, Montana, Nebraska, Oklahoma sowie Texas. Sie wird kultiviert und in einigen Gebieten verwildert.[1]
- Helianthus schweinitzii Torrey & A.Gray: Sie kommt nur in den US-Bundesstaaten North Carolina und South Carolina vor.[1]
- Helianthus silphioides Nutt.: Sie kommt in den US-Bundesstaaten Alabama, Arkansas, Illinois, Kentucky, Louisiana, Mississippi, Missouri, Oklahoma und Tennessee vor.[1]
- Helianthus simulans E.Watson: Sie kommt in den US-Bundesstaaten Alabama, Florida, Georgia, Louisiana und in South Carolina vor.[1]
- Helianthus smithii Heiser: Sie kommt in den US-Bundesstaaten Alabama, Georgia und Tennessee vor.[1]
- Helianthus strumosus L.: Sie ist in Kanada und in den Vereinigten Staaten weitverbreitet.[1]
- Topinambur (Helianthus tuberosus L.): Sie ist in Kanada und in den Vereinigten Staaten weitverbreitet. Sie wird kultiviert und ist in vielen Gebieten der Welt ein Neophyt.[1]
- Helianthus verticillatus Small: Sie kommt in den US-Bundesstaaten Alabama, Georgia und Tennessee vor.[1]

Es gibt einige Naturhybriden:
- Helianthus ×ambiguus (Torr. & A.Gray) Britton = Helianthus giganteus × Helianthus divaricatus
- Helianthus ×anomalus S.F.Blake = Helianthus annuus × Helianthus petiolaris: Sie kommt in den US-Bundesstaaten Arizona und Utah vor.[1]
- Helianthus ×cinereus (Torr. & A.Gray) R.C.Jacks. & Guard = Helianthus mollis × Helianthus occidentalis
- Helianthus ×deserticola Heiser, entstanden aus Helianthus annuus × Helianthus petiolaris: Sie kommt in den US-Bundesstaaten Arizona, Nevada und Utah vor.[3]
- Helianthus ×divariserratus R.W.Long = Helianthus grosseserratus × Helianthus divaricatus
- Helianthus ×doronicoides (Lam.) R.C.Jacks. = Helianthus giganteus × Helianthus mollis
- Helianthus ×intermedius R.W.Long = Helianthus grosseserratus × Helianthus maximiliani[3]: Sie kommt in Wisconsin vor.[3]
- Helianthus ×kellermanii (Britton) R.W.Long = Helianthus grosseserratus × Helianthus salicifolius
- Helianthus ×laetiflorus Pers. = Helianthus pauciflorus × Helianthus tuberosus[3]: Sie ist in Kanada und in den Vereinigten Staaten weitverbreitet[1] und ist in Europa, Argentinien und Neuseeland ein Neophyt.[3]
- Helianthus ×luxurians E.Watson = Helianthus giganteus × Helianthus grosseserratus
- Helianthus ×orgyaloides Cockerell = Helianthus maximiliani × Helianthus salicifolius: Sie kommt im US-Bundesstaat Colorado vor.
- Helianthus ×multiflorus L. = Helianthus annuus × Helianthus decapetalus